# Фронт за визволення анклаву Кабінда

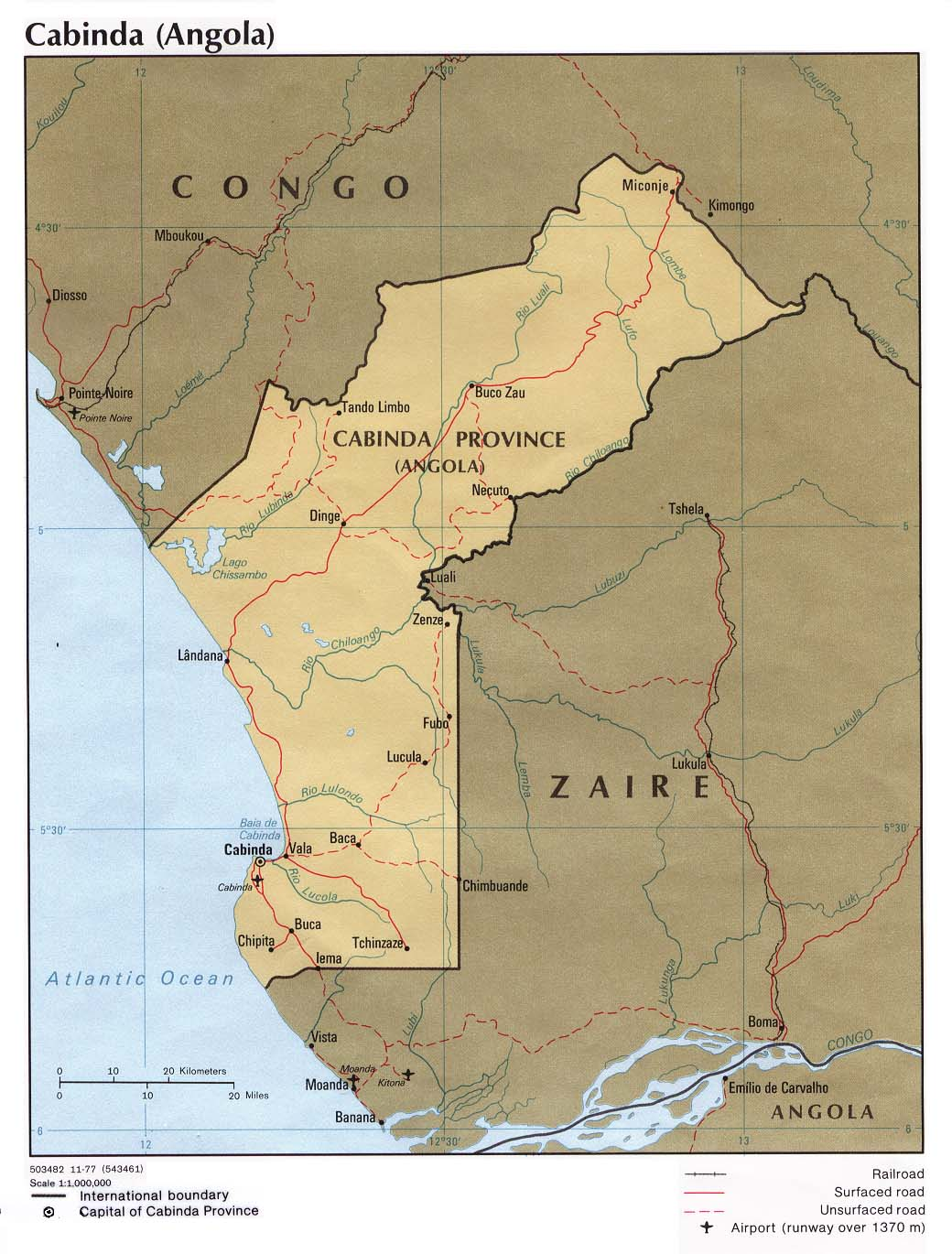

Фронт визволення анклаву Кабінда, ФЛЕК (порт. Frente para a Libertação do Enclave de Cabinda, FLEC)  — військово-політичний конгломерат партизанських рухів і підпільних організацій в ангольській провінції Кабінда. Домагається відокремлення Кабінди від Анголи і незалежності самопроголошеної держави. Веде озброєну боротьбу проти уряду МПЛА.

## Дії під час португальського панування
ФЛЕК як єдиний фронт прихильників незалежності Кабінди був створений об'єднанням трьох антиколоніальних сепаратистських організацій: Руху за визволення анклаву Кабінда, Комітету дії національної спілки Кабінди, Національного альянсу Майомбе. Установчий з'їзд відбувся 2-4 серпня 1963 в Пуент-Нуаре. Лідером об'єднаного руху був Луїш Ранке Франке.
ФЛЕК не примикав до одного з загальноангольських визвольних рухів, оскільки домагався відділення Кабінди. Формально-правовою підставою для такої позиції був Симуламбукський договір 1885 , за умовами якого Португалія надала даній території в особі місцевої племінної аристократії статус протекторату, який передбачав трохи більші права, ніж в колоніальній Анголі.
Населення Кабінди становить в основному етнічні баконго, які, проте, помітно відрізняються по мові і культурі від одноплемінників з ангольських північних провінцій. Характерно, що ФЛЕК розглядає Кабінду саме як анклав на конголезькій території, а не як ексклав Анголи.
Під час війни за незалежність ФЛЕК здійснював партизанські дії проти португальського колоніального уряду.

## Дії в громадянській війні
У процесі деколонізації Анголи після Португальської революції 1974 ФЛЕК проголосив незалежність Кабінди. Офіційний акт відбувся 1 серпня 1975, більш ніж за три місяці до проголошення незалежності Анголи. Декларацію зачитав на саміті ОАЄ в Кампалі президент Республіки Кабінда Луїш Ранке Франке. Тимчасовий уряд очолив Енрікеш Тіагу.
Комуністичний уряд МПЛА, що прийшов до влади в Луанді не визнала відокремлення Кабінди. Жорстка позиція центрального уряду в значній мірі визначалася економічним значенням провінції — з початку 1970-х в Кабінді інтенсивно видобувається нафта, причому місцеві обсяги становлять, за різними оцінками, 60-80 % ангольській нафтовидобутку. Самопроголошену державу не було визнано жодним урядом в світі. Інші антикомуністичні рухи Анголи зайняли двоїсту позицію. Жонас Савімбі (особистий друг Тіагу) підтримав ФЛЕК. Голден Роберто поставився до кабіндського сепаратизму швидше негативно, оскільки мав на меті об'єднання всіх баконго.
На початку 1976 територію Кабінди взяли під контроль війська МПЛА, підтримані кубинським експедиційним корпусом. Загони ФЛЕК відступили в сільську місцевість і відновили партизанську війну.

## Війна в 1990-2000-х
ФЛЕК пережив ряд організаційних розколів. Луїш Ранке Франке, Енрікеш Тіагу, Франсишку Лубота, інші діячі Фронту створювали власні фракції та організації (при цьому «початковим ФЛЕК» вважається структура Ранке Франке). Особливе місце зайняла військова організація. У червні 1979 було засновано Народний рух за визволення Кабінди (назва цілеспрямовано перегукувалася з таким МПЛА). В 1988 з ФЛЕК вийшла комуністична група, що заснувала Комітет комуністів Кабінди. В 1996 в Нідерландах було засновано Фронт визволення держави Кабінда. В результаті останнього розколу з'явився Національний союз за визволення Кабінди (назва подібно з таким УНІТА). Основними військово-політичними структурами кабіндських сепаратистів є FLEC-Renovada («ФЛЕК-Оновлення») і FLEC-FAC («ФЛЕК-Збройні сили Кабінди»).
Військові дії у Кабінді — партизанська боротьба, теракти, контртерористичні заходи — не припинялися з 1975 року. Найзапекліші напади ФЛЕК і каральні операції урядової армії відбулися в середині і в кінці 1990-х. Поряд з нападами на адміністраторів та силовиків МПЛА, сепаратисти практикували викрадення португальських громадян. Найбільші акції такого роду відбулися в травні 2000 і березні 2001 — співробітники португальської будівельної компанії провели в полоні відповідно 3 і 2 місяці.
Періодично сепаратисти Кабінди і уряд в Луанді обмінювалися заявами про готовність до переговорів і політичного врегулювання. Але такого роду контакти не призводили до результатів
У жовтні-грудні 2002 командування урядової армії оголосило про військове придушенні сепаратистського руху в Кабінді.. Аналогічні заяви неодноразово робилися і згодом. Правозахисні організації відзначали численні факти військових злочинів. Проте спорадичні акції ФЛЕК тривали.
У серпні 2006 між урядом Анголи і організацією FLEC-Renovada було підписано мирну угоду. FLEC-FAC не визнали цього «обманної змови» і продовжували збройну боротьбу. Цілеспрямованим атакам піддаються державні об'єкти та іноземні фірми, які співпрацюють з ангольським урядом.

## Напад на збірну Того з футболу
Найрезонансніша акція сепаратистів Кабінди сталася 8 січня 2010 . Обстрілу піддалася футбольна збірна Того, що прямувала на Кубок африканських націй. Загинули три людини (помічник тренера, прес-секретар команди і водій автобуса), кілька футболістів отримали поранення, зокрема двоє — важкі.
Відповідальність взяла на себе військова організація ФЛЕК. Її лідер Родрігеш Мінгаш виступив з поясненням:

Атака була спрямована не проти тоголезьких гравців, а проти ангольського військового конвою. Приносимо співчуття африканським сім'ям та уряду Того. Ми продовжуємо боротьбу за повне визволення Кабінди.

Команда Того була відкликана з ігор Кубка африканських націй.
Інцидент з тоголезька футболістами підштовхнув уряд Анголи до активізації військових операцій і посилення військового контролю в Кабінді. Але партизанські групи і терористичне підпілля ФЛЕК продовжують діяти.

## Продовження збройної боротьби
Після загибелі Жонаса Савімбі, припинення бойових дій з боку УНІТА і офіційного завершення громадянської війни ФЛЕК залишається єдиною організованою силою, що веде озброєну боротьбу проти уряду МПЛА. ФЛЕК жорстко засуджує правлячий режим не тільки за «колоніальну окупацію Кабінди», а й за диктатуру і корупцію в Анголі. Підготовлено збірник матеріалів для Міжнародного кримінального суду, що містить численні факти політичного терору, масових розправ та корупційних зловживань режиму.
Навесні 2013 Енрікеш Тіагу підкреслив незмінність принципової позиції:

Кабінда — не Ангола. Ми не вороги ангольців, ми вороги ангольського уряду. Всі кабіндці повинні бути заодно в боротьбі проти ангольського неоколоніалізму.

Водночас Тіагу висловив готовність до переговорів з ангольським урядом. При цьому він висловився за участь у врегулюванні Португалії, а також сусідніх країн — Конго і ДР Конго, президенти яких мають родинні зв'язки з Кабінду. У той же час політична орієнтація Дені Сассу-Нгессо і Жозефа Кабіли обмежує можливості ФЛЕК на конголезьких територіях